# Nughedu Santa Vittoria
Nughedu Santa Vittoria (en sardo y tradicionalmente Nughedu, o sea "nogueral" en español) es una localidad italiana de la provincia de Oristán, región de Cerdeña,  con 526 habitantes.

## Evolución demográfica
| Gráfica de evolución demográfica de Nughedu Santa Vittoria entre 1861 y 2001 |
|                                                                              |
| Fuente ISTAT - elaboración gráfica de Wikipedia                              |